# Chondrosum hirsutum
Chondrosum hirsutum är en gräsart som först beskrevs av Mariano Lagasca y Segura, och fick sitt nu gällande namn av Robert Sweet. Chondrosum hirsutum ingår i släktet Chondrosum och familjen gräs. Utöver nominatformen finns också underarten C. h. glandulosum.